# Крафорд Лонг
Крафорд Лонг (Данијелсвил, 1. новембар 1815 — Атенс, 16. јун 1878) - био је амерички лекар и фармацеут, познат пре свега по томе што је први применио диетил етар као анестетик, у болници у граду Џеферсон у Вирџинији. Иако је његов рад више година био непознат изван уског круга колега, Крафорд је данас признат као први лекар који је користио етар за анестезију у оперативним захватима.

## Живот и каријера
Рођен је 1. новембар 1815. године у Денвилу, Џорџија, Сједињене Америчке Државе, од оца Џејмса (1781—1853) и мајке Елизабет (1789—1856), девојачко Вери. Са четрнаест година окончан је школовање на Франклиновом колеџу у Атенсу (Џорџија). Занимљиво је напоменути да је класа у којој је студирао, била једна од најистакнутији у историји колеџа - сви студенти су постигли славу. Један је био гувернер, други - Министар финансија, двојица - сенатори, двојица - генерали Конфедерације а тројица, укључујући и Лонга, истакнути научници.
Диплому лекара стекао је на Трансилванијском Универзитету у Кентакију и Универзитету Пенсилванија у Филаделфији (у том периоду најбољим медицинским институцијуима у САД). Након објављеног стажа из хирургије у Њујорку, 1841. вратио се у Џорџију и у Џеферсону отворио приватну лекарску праксу. У том тренутку у граду је живело само неколико стотина људи, али је број Лонгових пацијената непрестано растао, и убрзо вишеструко премашио број локалних становника, јер се широм Џорџије прочуо као велики лекар, дубоко посвећен болесницима и њиховим патњама.
Већи део живота провео је браку са Мери, девојачко Каролајн (1825—1888), са којом је имао двоје деце, ћерку Френсис (—1930) и сина Артура (1858—1908).
Хирургијом и анестезијом бавио се све до последњег дана живота када је након изненадне болести умро 16. јуна 1878. од масивног крварења у мозгу.

## Дело
Некако у време када се етар у 19. веку користио међу младим американцима као омиљено опојно средство за разоноду, Крафорд Лонг, млади амерички лекар, приметио је да његови пријатељи нису осећали никакву бол кад би се повредили тетурајући се унаоколо под утицајем етра. Потстакнут овим сазнањем Лонг је почео да размишља о примени етра у хирургији. Стицајем околности један од учесника „етарских забава”, студент по имену Џејмс Венабле, имао је два мала тумора која је намеравао одстранити. Али плашећи се болне операције, Венабле је стално одлагао хируршки захват. Да би му помогао у решавању овог пробелма Лонг је предложио Венаблу да се операција изведе док је он под утицајем етра. Венабле је пристао и 30. марта 1842. на њему је извршена безболна операција уз анестезију етром. Лонг је ово откриће у шриим научним круговима објавио тек 1849. године, две године након Вилијама Мортона који се у Масачусетсу прославио демонстрацијом анестезије, па се као званични (службени) почетак анестезије узима 1844. година, када је амерички зубар Хорас Велс, у току вађење зуба применио „рајски гас“ за анестезију.